# Yahya Abdul-Mateen II

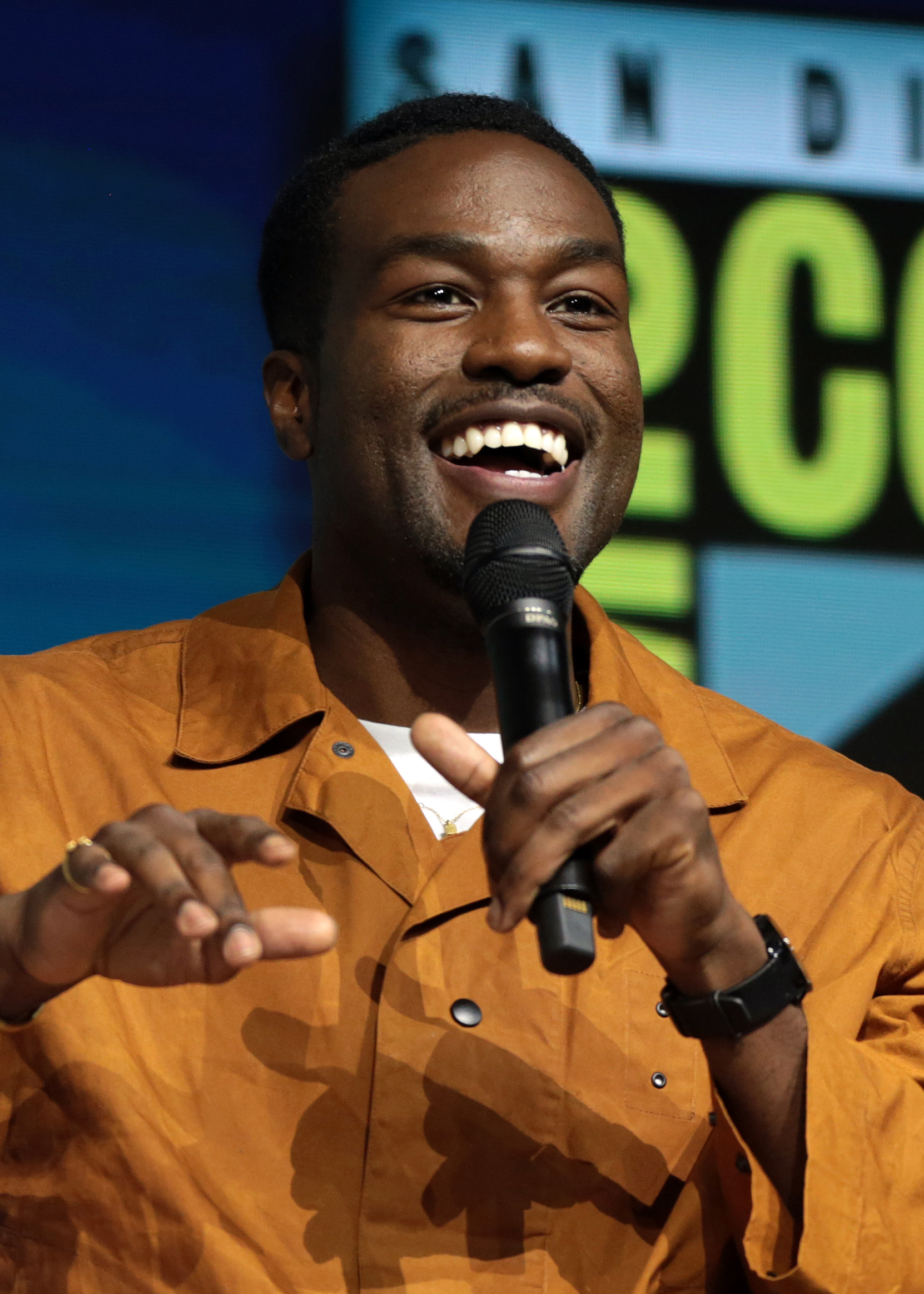
Yahya Abdul-Mateen II auf der San Diego Comic-Con International 2018

Yahya Abdul-Mateen II (* 15. Juli 1986 in New Orleans, Louisiana) ist ein US-amerikanischer Schauspieler. Bekanntheit erlangte er vor allem durch seine Rollen in den Filmen Baywatch, Greatest Showman und Aquaman sowie der Netflix-Serie The Get Down.

## Frühe Jahre
Yahya Abdul-Mateen II wurde in New Orleans als jüngstes von sechs Kindern von Yahya Abdul-Mateen I und seiner Frau Mary geboren. Seine Kindheit verbrachte er in den Magnolia Projects, einer Wohnanlage mit hoher Kriminalitätsrate, bevor die Familie nach Oakland, im US-Bundesstaat Kalifornien, zog. Dort besuchte er die McClymonds High School, bevor er 2004 auf das College wechselte, wo er für das Leichtathletikteam California Golden Bears der University of California, Berkeley als Hürdenläufer aktiv war. Die Universität schloss er mit einem Bachelor in Architektur ab und fand zunächst als Städteplaner in San Francisco eine Anstellung. Da er aber lange den Wunsch hegte, Schauspieler zu werden, besuchte er später die Yale School of Drama, die er mit einem Master of Fine Arts abschloss und zunächst als Bühnendarsteller, etwa beim Williamstown Theater Festival in Williamstown erste Erfahrungen im Schauspiel sammelte.

## Schauspielkarriere
Abdul-Mateen war erstmals 2012 in dem Kurzfilm Crescendo vor der Kamera zu sehen. 2016 wurde er in der Rolle des Clarence „Cadillac“ Caldwell in der Musical-Drama-Netflix-Serie The Get Down, der bis dato teuerste Eigenproduktion des Streaminganbietersm besetzt, die allerdings nach bereits einer Staffel wieder eingestellt wurde. Ein Jahr übernahm er die Rolle des Duane Jones im Film Sidney Hall, welcher auf dem Sundance Film Festival seine Premiere feierte.
Ebenfalls 2017 übernahm er an der Seite von Dwayne Johnson, Zac Efron und Alexandra Daddario als Sgt. Garner Ellerbee eine Rolle in der Actionkomödie Baywatch und war als WD Wheeler neben Hugh Jackman, Michelle Williams und Zendaya in Greatest Showman in der Filmbiografie über den Zirkuspionier P. T. Barnum.
2018 übernahm er die Rolle des DC-Bösewichts David Kann / Black Manta im Film Aquaman. 2019 übernahm er in der HBO-Serie Watchmen als Cal Abar eine der Hauptrollen, für die er bei der Primetime-Emmy-Verleihung 2020 in der Kategorie Bester Nebendarsteller – Miniserie oder Fernsehfilm ausgezeichnet wurde. 2020 verkörperte er im Gerichtsthriller The Trial of the Chicago 7 den Bürgerrechtler und Mitbegründer der Black Panther Party, Bobby Seale.
Im Sommer 2021 wurde Abdul-Mateen Mitglied der Academy of Motion Picture Arts and Sciences.

## Filmografie (Auswahl)
- 2012: Crescendo (Kurzfilm)
- 2016–2017: The Get Down (Fernsehserie, 11 Episoden)
- 2017: Sidney Hall (The Vanishing of Sidney Hall)
- 2017: Baywatch
- 2017: Greatest Showman (The Greatest Showman)
- 2018: First Match
- 2018: Zwischenstation (Boundaries)
- 2018: The Handmaid’s Tale – Der Report der Magd (The Handmaid’s Tale, Fernsehserie, Episode 2x03)
- 2018: Aquaman
- 2019: Wir (Us)
- 2019: Black Mirror (Fernsehserie, Episode 5x01)
- 2019: Watchmen (Fernsehserie, 8 Episoden)
- 2020: All Day and a Night
- 2020: The Trial of the Chicago 7
- 2021: Candyman
- 2021: Matrix Resurrections (The Matrix Resurrections)
- 2022: Ambulance
- 2023: Aquaman: Lost Kingdom (Aquaman and the Lost Kingdom)

## Auszeichnungen (Auswahl)
Emmy
- 2020: Auszeichnung als Bester Nebendarsteller – Miniserie oder Fernsehfilm für Watchmen